# Ariel Besse
Ariel Besse (* 7. Oktober 1965; † 29. Mai 2022) war eine französische Schauspielerin.

## Leben und Karriere
Ariel Besse hatte ihren ersten Auftritt mit 15 Jahren in dem Film Ausgerechnet ihr Stiefvater von Bertrand Blier. Sie spielte eine 14-Jährige, die sich in ihren Stiefvater (Patrick Dewaere) verliebt. Es folgte der Thriller Mora neben Philippe Léotard und die Teenie-Romanze On s’en fout ... nous on s’aime. Sie machte danach ihr Abitur, nahm Unterricht am CNSAD (Conservatoire National Supérieur d’Art Dramatique) und spielte Theater. 
Sie gab das Filmgeschäft auf und lebte mit ihrer Familie als Mutter von vier Kindern im Südwesten Frankreichs. Dort arbeitete sie als Angestellte der französischen Post. Dennoch nahm sie 2004 eine Episodenrolle als Mylène Fabre in der französischen Fernsehserie La crim’ (Folge Sans concession) an.
Ariel Besse starb im Mai 2022 im Alter von 56 Jahren.

## Filmografie
- 1981: Ausgerechnet ihr Stiefvater (Beau-père)
- 1982: Mora
- 1982: On s’en fout … nous on s’aime
- 2003: Patrick Dewaere, l’enfant du siècle (Dokumentation)
- 2004: La crim’ (TV-Serie, eine Folge)